# Shmuel Rosin
Shmuel Rosin (né en 1892 et décédé en 1941) est un poète et nouvelliste russe juif de langue yiddish. 

## Biographie

### Jeunesse
Shmuel Rosin est né à Shumyachi, actuellement dans l'Oblast de Smolensk en Russie, dans une pauvre famille juive. Son père est cocher. Comme tous les jeunes de son milieu, le jeune Rosin reçoit une éducation talmudique traditionnelle. Vers l'âge de 15 ans, il est influencé par les idées socialistes et adhère au mouvement Bund (Union générale des travailleurs juifs). Il s'installe à Ekaterinoslav (maintenant Dnipro en Ukraine) où il travaille comme peintre et ferblantier. Ultérieurement, dans les années 1920, il séjourne à Odessa, Kharkov, Penza et dans les colonies agricoles juives du sud de la Russie. 

### Premières œuvres
Il publie ses premiers poèmes dans le journal bundiste Veker (Réveil) de Minsk en 1917, puis il écrit des poèmes pour différents périodiques. Ses deux premiers recueils de poésies apparaissent en 1919: Moyerkeplekh (Coquillages) publié à Kharkov et son livre pour enfants Bobe-mayses (Contes de fée) publié à Ekaterinoslav. Sa pièce de théâtre Di oyfvakhung (L'éveil) est jouée par un théâtre de Kharkov en 1919. Rosin contribue aussi en 1922 à la collection Yugnt (Jeunesse) subventionnée par le Komsomol et produite par Arn Kouchnirov qui fut son colocataire en 1919 et 1920 à Kharkov.

### Œuvres révolutionnaires
La période la plus féconde de Rosin débute en 1921, quand il s'installe à Moscou. En septembre il est élu au comité directeur du Cercle des écrivains et artistes yiddish de Moscou. Il écrit de la prose et de la poésie sur différents sujets. En 1926, le journal littéraire yiddish de Kharkov Di royte velt (Le monde rouge) fait paraitre son récit “Gesheens” (Évènements) dont les héros ont participé à la Révolution. Peu de temps après, ce même journal publie des poèmes apolitiques de Rosin, dont un sur un cerf avec des ramures en or. Mais la plupart de ses écrits concernent la révolution et la guerre civile, comme son poème de 1921 Shayn (Lumière), qu'il considérera plus tard comme sa première œuvre mature, ou d'autre poèmes et histoires écrits dans les années 1920.       
Les critiques soviétiques acclament en général l'œuvre de Rosin, tout en notant que ses héros ont des difficultés à ajuster leurs quêtes personnelles aux besoins de la révolution. Selon Yekhezkl Dobrushin qui édite en 1925 l'almanach de Moscou Nayerd (Nouvelle terre), auquel contribue Rosin, son recueil poétique Tsu ale, tsu undz (Á chacun, à nous) marque une transformation complète de l'écrivain en une figure littéraire prolétarienne.   
En plus de publier une douzaine de ses propres volumes, Rosin contribue à de nombreux recueils. En 1932, il règle ses comptes avec son passé bundiste en participant à l'almanach anti-bundiste Der veg fun fara (Le chemin de la trahison) édité par Kushnirov et Yoysef Rabin. Pour l'almanach Sovetish (Soviet), publié en 1934 à la veille du premier Congrès des écrivains soviétiques de langue yiddish, Rosin poétise l'histoire du révolutionnaire non-juif Mishka, qui est né hors mariage, après que sa mère se soit fait mettre enceinte par son employeur, un propriétaire terrien. En effet, les enfants illégitimes étaient typiquement considérés comme un bon réservoir de révolutionnaires. La même année, le poème de Rosin Zin un tekhter (Fils et filles) apparaît sous sa forme intégrale. 

### Mort
En 1940, Rosin collabore avec Shmuel Halkin sur une traduction en yiddish de l'épopée arménienne David de Sasun. Dans son long poème final Trayhayt (Loyauté), publié l'année suivante, il décrit un jeune travailleur juif qui s'épanouit en tant que soldat de la révolution. 
En juillet 1941, dès l'invasion de l'Union soviétique par l'Allemagne nazie, Rosin se porte volontaire et rejoint l'Armée rouge. Il est tué au front en octobre de la même année.   